# دليل تجريبي

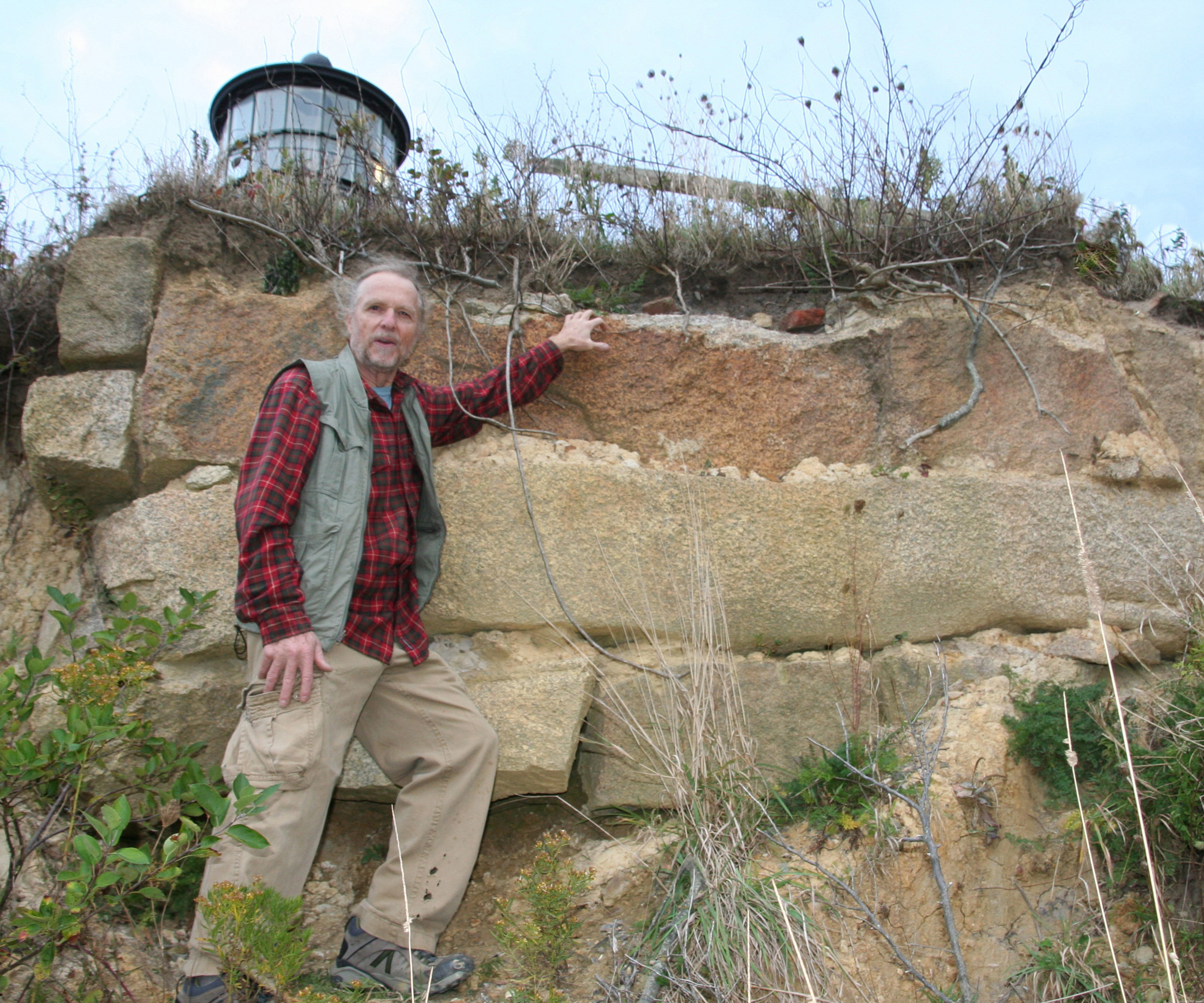

الدليل التجريبي هو المعلومات المستقاة من الحواس، وتحديدًا عن طريق الملاحظة وتوثيق الأنماط والسلوك عبر التجريب. يأتي المصطلح من الكلمة اليونانية إمبيريا التي تعني تجربة. من الشائع في الفلسفة، ما بعد إيمانويل كانط، أن يُطلق على المعرفة المكتسبة اسم المعرفة البَعدية (في مقابل المعرفة القَبلية).

## المعنى
الدليل التجريبي هو المعلومات التي تتحقق من الصدق (الذي يتطابق بدقة مع الواقع) أو الزيف (عدم الدقة) لزعم ما. يمكن للمرء من وجهة نظر التجريبي الزعم أن لديه معرفة في حالة استنادها إلى دليل تجريبي فقط (على الرغم من اعتقاد بعض التجريبيين أن هناك طرق أخرى لاكتساب المعرفة). يأتي هذا في مقابل المنظور العقلاني الذي يعتبر العقل أو التفكير بمفرده الدليلَ على صدق بعض القضايا أو زيفها. يُعد الدليل التجريبي معلومات مكتسبة من خلال الملاحظة والتجريب، في صورة بيانات مسجلة، والتي قد تكون موضوعًا للتحليل (من جانب العلماء على سبيل المثال). يُعتبر ذلك المصدرَ الأولي للدليل التجريبي. هناك مصادر ثانوية تقوم على عمليات الوصف، والمناقشة، والتفسير، والتعليق، والتحليل، والتقييم، والتلخيص، والمعالجة للمصادر الأولية. يمكن للمصدر الثانوي أن يأتي في صورة مقالات في الصحف أو المجلات الشائعة، أو مراجعات الكتب أو الأفلام، أو المقالات الموجودة في المجلات العلمية التي تناقش بحثًا أصليًا لشخص آخر أو تقيمها.
قد يترادف الدليل التجريبي مع نتائج التجربة. تُعد النتيجة التجريبية في هذا الصدد بمثابة تأكيد موحد. يُستخدم مصطلح شبه-تجريبي في هذا السياق، لإعداد المناهج النظرية التي تستخدم بشكل جزئي، البديهيات الأساسية أو القوانين العلمية المفترضة والنتائج التجريبية. تتعارض تلك المناهج مع المناهج النظرية من البداية، والتي تعتبر استنباطية خالصة وتستند على مبادئ أولى.
تحتاج الفرضية في العلم إلى الدليل التجريبي لكي تحظى بالقبول في المجتمع العلمي. يُنجز التحقق من صلاحية تلك الفرضية عادة من خلال المنهج العلمي لتكوين الفرضية، والتصميم التجريبي، ومراجعة النظراء، واستنساخ النتائج، وعرض المؤتمرات، ومنشورات المجلات. يحتاج ذلك إلى اتصال وثيق بين الفرضية (تأتي في صيغة رياضية عادة)، والضوابط والقيود التجريبية (يُعبر عنها بالضرورة في صورة أداة تجريبية قياسية)، وفهم مشترك للقياس.
يُشار غالبًا إلى التقارير والحُجج التي تعتمد على الدليل التجريبي بوصفها بَعدية («تجربة تالية»)، لأنها تتميز عن القَبلية (السابقة لها). إن التسويغ القَبلي أو المعرفة القَبلية مستقلان عن التجربة (على سبيل المثال «كل العزاب غير متزوجين»)، في حين يعتمد التسويغ البَعدي أو المعرفة البَعدية على الدليل التجريبي (على سبيل المثال «يتمتع بعض العزاب بسعادة بالغة»). تأتي فكرة التمييز بين القلبي والبعدي، والتي تعادل التمييز بين المعرفة التجريبية وغير التجريبية، من عمل كانط نقد العقل الخالص.
كان المنظور الوضعي القياسي للمعلومات المكتسبة تجريبيًا هو النظر إلى الملاحظة والخبرة والتجربة بوصفها مُحكمات محايدة بين النظريات المتنافسة. ومع ذلك، يُحاجج النقد المستمر منذ ستينيات القرن العشرين، والأكثر ارتباطًا بتوماس كون، بتأثر تلك المناهج بمعتقدات وخبرات قبلية. وبالتالي، لا يمكن توقع أن يجمع عالمان نفس الملاحظات المحايدة نظريًا في أثناء ملاحظتهم أو اختبارهم أو تجريبهم لنفس الحدث. لا يُعد دور الملاحظة باعتباره مُحكِّمًا مُحايدًا نظريًا أن يكون أمرًا ممكنًا. يعني اعتماد الملاحظة على النظرية أنه وإن كانت هناك مناهج للاستدلال والتفسير متفق عليها، فقد يبقى العلماء على خلاف حول طبيعة البيانات التجريبية.

## مفاهيم ذات صلة

### المعرفة بالبداهة وبالاستدلال
يقال عن المعرفة أو عن التبرير لاعتقاد ما أنها بالاستدلال إذا كانت مبنية على دليل تجريبي. يشير الاستدلال إلى ما يعتمد على التجربة (ما يأتي بعد تجربة)، على عكس ما يعرف بالاستدلال، وهو ما يعرف بشكل مستقل عن التجارب (ما يأتي قبل التجربة). على سبيل المثال، فإن فرض أن «كل العرسان متزوجون» معروف بداهةً لأن الحقيقة تعتمد فقط على معاني الكلمات المستخدمة في التعبير. أما الفرض «بعض العرسان سعداء» فهو، على العكس، معروف فقط بالاستدلال لأنه يعتمد على تجربة العالم كمبرر للفرض. كان إيمانويل كانت يرى أن الفرق بين ما يعرف بالبداهة وما يعرف بالاستدلال يعادل الفرق بين المعرفة التجريبية وغير التجريبية.
هناك سؤالان محوريان لهذا التمييز يخصان الإحساس النسبي بمفهومي «التجربة» و«الاعتماد». يتمثل التبرير النموذجي للمعرفة بالاستدلال بشكل رئيسي في التجربة الحسية، ولكن ظواهر عقلية أخرى، كالذاكرة أو الاستبطان، مشمولة أيضًا في هذه المعرفة عادةً. ولكن التجارب الفكرية بالكامل، كالحدس والبصيرة المنطقية المستخدمة لتبرير المبادئ الرياضية أو المنطقية الأساسية، مستثناة عادةً منها. هناك حواس مختلفة يمكن القول إن المعرفة تعتمد فيها على التجربة. لمعرفة الفرض، يجب أن يكون المدروس قادرًا على تبرير هذا الفرض، أي يمتلك مفاهيم ذات صلة. على سبيل المثال، فإن التجربة ضرورية لتبرير الفرض: «إذا كان شيء ما أحمر بالكامل فهو ليس أخضر بالكامل» لأن مصطلحي «أحمر» و«أخضر» يجب الحصول عليهما بهذه الطريقة. ولكن معنى الاعتماد الأوثق صلةً بالدليل التجريبي يخص حالة تبرير معتقد. لذا فقد تكون التجربة ضروريةً للحصول على مفاهيم ذات صلة في المثال السابق، ولكن ما إن تنشأ هذه المفاهيم، لا نحتاج إلى المزيد من التجارب لتوفير الدليل التجريبي لمعرفة صحة الفرض، لذلك يعد الفرض مبررًا بالبداهة.

### التجريبية والعقلانية
بالمعنى الضيق، فإن التجريبية هي النظرة التي ترى أن كل المعرفة أساسها التجربة أو أن كل التفسيرات المعرفية تنشأ من الدليل التجريبي. هذه النظرة مناقضة للنظرة العقلانية، والتي ترى أن بعض المعارف مستقلة عن التجربة، إما لأنها ضمنية أو لأن المنطق أو التفكير العقلاني لوحده يمكنه تفسيرها. تؤكد العقلانية، التي يعبر عنها بالتمييز بين المعرفة بالاستدلال والمعرفة بالبداهة من القسم السابق، على أن هناك معرفة بالبداهة، وهو ما تنكره المدرسة التجريبية بشكلها الصارم. من الصعوبات التي تواجه التجريبيين تفسير المعارف التي تخص مجالات كالرياضيات والمنطق، كأن 3 عدد أولي أو أن طريقة التثبت صحيحة بالاستدلال المنطقي. تعود الصعوبة لأنه لا يبدو أن هنالك مرشحًا جيدًا للدليل التجريبي يمكنه تبرير هذه المعتقدات. أدت هكذا حالات بالتجريبيين إلى السماح بأشكال محددة من المعرفة بالبداهة، على سبيل المثال فيما يخص الطوطولوجيا أو العلاقة بين مفاهيمنا. تحفظ هذه الامتيازات روح المدرسة التجريبية ما دامت القيود على التجارب منطبقة على المعارف عن العالم الخارجي. في بعض المجالات، كالميتافيزيقيا (ما وراء الطبيعة) والأخلاق، فإن الاختيار بين التجريبية والعقلانية لا يشكل فرقًا فقط في كيفية تفسير ادعاء ما، بل فيما إذا كان يمكن تفسيره على الإطلاق. يتمثل هذا أفضل ما يمكن في مجال ما وراء الطبيعة، حيث يميل التجريبيون لأخذ موقف شك، منكرين بالتالي وجود معرفة ميتافيزيقية، في حين يبحث العقلانيون عن تبرير للادعاءات الميتافيزيقية من خلال الحدس الميتافيزيقي.

### الدليل العلمي
يرتبط الدليل العلمي ارتباطًا وثيقًا بالدليل التجريبي. ولكن البعض يرى أن ليس كل الأدلة التجريبية أدلةً علمية بمعنىً ما. من أسباب هذا أن المعايير أو الاعتبارات التي يطبقها العلماء على الدليل تستثني بعض الأدلة الصحيحة في سياقات أخرى. على سبيل المثال، فإن الدليل المتناقل من صديق يروي كيفية معالجة مرض ما يشكل دليلًا تجريبيًا بأن هذا العلاج يعمل، ولكنه لا يعتبر دليلًا علميًا. يرى آخرون أن التعريف التجريبي التقليدي للدليل التجريبي كدليل إدراكي حسي ضيق كثيرًا بالنسبة للكثير من الممارسات العلمية، والتي تستخدم أدلة من أنواع متعددة من المعدات غير الحسية.
من الأمور الجوهرية في الأدلة العلمية أنها تنتج عن اتباع النهج العلمي. ولكن الناس يعتمدون على أشكال عديدة من الأدلة التجريبية في حيواتهم اليومية لم تنتج عن هذه الطريقة ولا تصلح بالتالي لتشكل أدلةً علمية. من مشاكل الدليل غير العلمي أنه أقل موثوقية، على سبيل المثال، بسبب الانحيازات المعرفية كأثر الارتساء، حيث يعطى للمعلومات المحصلة سابقًا ثقل أكبر.